# Leonard Orban
Leonard Orban (Brașov, 28 juni 1961) is een Roemeens technocraat die commissaris was voor Meertaligheid in de Europese Commissie, het uitvoerend orgaan van de Europese Unie (EU). Hij was verantwoordelijk voor het taalbeleid van de EU, de eerste Roemeense commissaris ooit en tevens de eerste die als enige de portefeuille meertaligheid had. Zijn termijn begon bij de toetreding van Roemenië tot de EU op 1 januari 2007 en liep af op 31 oktober 2009. Orban vervulde meerdere functies bij de voorbereiding van de Roemeense toetreding tot de EU, eerst als afgevaardigde en later al hoofdonderhandelaar voor zijn land.
Hij werd als Roemeens commissaris opgevolgd door Dacian Cioloș.
In januari 2015 werd hij presidentieel adviseur onder Klaus Iohannis. In 2021 ging hij met pensioen en werd hij geridderd in de orde van de Ster van Roemenië.
Leonard Orban is de broer van de politicus Ludovic Orban, premier van Roemenië in 2019.
Joaquín Almunia · Catherine Ashton · José Manuel Barroso · Jacques Barrot · Joe Borg · Karel De Gucht · Stavros Dimas · Benita Ferrero-Waldner · Ján Figeľ · Franco Frattini · Mariann Fischer Boel · Dalia Grybauskaitė · Danuta Hübner · Siim Kallas · Meglena Koeneva · László Kovács · Neelie Kroes · Markos Kyprianou · Peter Mandelson · Charlie McCreevy · Louis Michel · Leonard Orban · Andris Piebalgs · Janez Potočnik · Viviane Reding · Olli Rehn · Paweł Samecki · 
Algirdas Šemeta · Vladimír Špidla · Antonio Tajani · Androulla Vassiliou · Günter Verheugen · Margot Wallström